# 馬場鍈一
馬場 鍈一（ばば えいいち、1879年（明治12年）10月5日 – 1937年（昭和12年）12月21日）は、日本の政治家、大蔵官僚。法制局長官、日本勧業銀行総裁、貴族院勅選議員、広田内閣大蔵大臣、第一次近衛内閣内務大臣を歴任した。積極財政派で、蔵相時代に大規模な省内人事の刷新や極端な積極財政を行った馬場財政で知られる。

## 来歴

### 生い立ち
東京府芝区（現在の東京都港区）に、旧幕臣・山本時光の長男として生まれる。時光は一時期日雇人夫に身をやつしていたと伝えられ、生家は貧しかった。後に鉄道技師で、旧会津藩士の馬場兼の婿養子となり改姓する。麹町区富士見小学校高等科3年から1892年（明治25年）4月に東京府尋常中学校2年へ編入学、1896年（明治29年）3月に尋中を卒業し、第一高等学校文科政治科へ入学。一高の寮では同期の岩崎小彌太と同室だった。1899年（明治32年）7月に一高を卒業し、東京帝国大学法科大学に入学。1903年（明治36年）東大法科大政治科を卒業。卒業順位は、1位が後に東京市助役となった小野義一、2位が後に商工大臣や鉄道大臣などを歴任した小川郷太郎、3位が後に右翼の憲法学者として天皇機関説を猛烈に批判した上杉慎吉で、馬場は4位だった。

### 官僚から銀行家へ
馬場は卒業順位の雪辱を果たしてその年の高等文官試験に首席で合格、晴れて大蔵省に入省した。
この後馬場は、横浜税関監視部長、韓国統監府総務部経理課長を経て、1907年（明治40年）には法制局に転じ、1922年（大正11年）3月に政友会党内抗争の煽りで突如辞任した横田千之助の後任として高橋内閣の法制局長官となった。在任3か月で高橋内閣が総辞職したことで馬場も免官となったが、同年12月19日には貴族院勅選議員に勅任される。馬場は当時貴族院における政友会の別働隊的な行動をとっていた研究会に所属、やがて交渉と妥協に長けた折衝の名人として頭角を顕わし会派の中心的存在となっていく。
馬場はそれまで銀行畑とは縁がなかったが、1927年（昭和2年）には政友会の田中義一内閣の人事により日本勧業銀行総裁に就任、1936年（昭和11年）までその任にあった。勧銀総裁在任中、馬場は特に農村金融の充実に尽力した。彼は本来は正統的な均衡財政論者だったといい、濱口内閣の井上準之助蔵相による金解禁政策も支持していた。しかし勧銀総裁として金解禁後の不況による農村部の疲弊をつぶさに目にし、また満洲事変以後ソ連と直接で国境を接することになって軍備の重要性を再認識したこともあり、この頃から積極財政主義に転向していったと考えられている。

### 馬場財政
1936年（昭和11年）に広田内閣が発足すると、勧銀総裁の馬場は満を持して蔵相として入閣。国防充実を目標に日本史上類をみない積極財政を展開し、その財政運営は馬場財政と呼ばれた。
以下、主に『大蔵省百年史』下巻「第1章 馬場・結城財政」による。

就任直後、馬場は、広田首相が発表した「庶政一新」に沿って大綱を発表。国防の充実と地方振興のためには増税と公債増発をもいとわない財政声明を出した。以下、抜粋。
私が刻下の財政経済について考へて居りますことは、我国が対満政策の遂 行、国防の充実、農村漁村経済の更生その他国力の伸長、国本の培養上幾多 重要なる国策の実現を要し、将来歳出の減少を予想することは恐らく不可能 であるのみならず、或は更に新たなる国費の増加をも覚倍せねばならぬ実情 にある際、歳出の一部を公債により支弁することは固より何等の差支へはな く、また今日公債の発行が行詰りつつあるものとは考へませぬが、普通歳入 をその侭にして、何時までも非常時的赤字財政を続けて行くことは適当でな いと見てをります。従って速かに将来における歳出の見透しを付け、これに 対する歳入計画を樹立すると共に、普通歳入を増加して、財政の基礎を輩固 ならしむべきであると思ひます。（中略）私の考へて居りますことは前内閣の財政方針とは相当の差異があるものと認めます。
馬場財政の眼目は、大きく五点とされた。第一に「国防充実」、第二に「公債漸滅主義の放棄」、第三に「税制改革」（増税）、第四に「低金利政策」、第五に「財政計画の樹立」である。

馬場は、会計予算のインフレを必然のものであると認識し、財源を公債増発と増税による財源確保を目指した。原田熊雄によると、のち昭和11年10月2日の関西の財界人との懇談で、馬場は次のように話している。
明年度予算として目下要求されているものは標準予算約18億のほかに国防強化、国民生活安定、産業振興などを目的とする新規事業費が14億あり、合併32億余円の巨額に達している。今後これをいかに査定するとしてもその結果財政の膨張をみることは明らかであり、殊に新規事業費の可成りの部分は経常費となること明かであるから、これに対処するためにどうしても増税により経常収入の増加を計らざるを得ない。殊に現下の情勢は財政について準戦時経済体制の採用を必要ならしめてをり今回の税制改革案はこれらの事情を考慮 して立案 したものである。
これらの政策遂行のために省内の人事刷新にも着手し、長沼弘毅を蔵相秘書官にして新たな人事を練らせ、「大蔵省としては空前の大人事異動」が実現した。まず、3月11日に津島寿一次官を退任させた。和田正彦外国為替管理部長を銀行局長に、また軍部と強硬に渡り合ってきた賀屋興宣主計局長を理財局長に異動させた。石渡荘太郎主税局長を内閣調査局調査官へ、青木一男理財局長を対満事務局次長へと、それぞれ省外へ放出した。局長以下も、多数の異動が行われた。この結果、川越丈雄が次官となり、賀屋主計局長・山田龍雄主税局長・ 広瀬豊作理財局長、和田正彦銀行局長の各局長、荒川昌二外国為替管理部長、荒井誠一郎専売局長官という体制になった。
就任直後より、高橋財政のさらに上を行く、大胆な低金利政策がとられた。まず、3月に預金部資金の貸し付け利子の引き下げ、4月に日銀公定歩合の1厘引き下げを行い、金利水準は日銀商業手形9厘、定期預金金利3.3％という史上最低まで低下した。5月1日には、五分利公債の借り換えとして、いわゆる三分半利公債を発行した。これらの低金利政策は、周囲の予想とは裏腹にかなり成功し、五分利公債残高もほぼ半減するなど、借り換えは成功した。しかし、同年9月以降、国債価格はどんどん低下していき、翌昭和12年（1937年）5月に発行価額割れに至り、その限界が明らかになった。しかし、その後も戦争遂行に伴う公債増発の方針は修正されつつも継続していった。
昭和11年9月には、閣議決定を経て、大蔵省より「税制改革の要領」及び「税制改革案要綱」が発表された。その中身は約6億円（名目GDPの約5.7％。2025年名目GDP換算で34兆円に相当）の増税であり、また将来の増税に備えた増税余地の大きい「税制計画の樹立」に関する内容も含まれていた。しかし、この大胆な大増税・税制改革案は、財界の強烈な反発を招き、後任の結城蔵相時代に完全に修正された。
こうして馬場が初めて主導権を握って作成した昭和12年度一般会計予算案の概要は次の通りだった。
|            | 十二度予算案 | 前年度比                |
| ---------- | ------------ | ----------------------- |
| 歳出       | 30億3850万円 | 7億6650万円増（↑33.7%） |
| うち軍事費 | 14億0800万円 | 3億4900万円増（↑33.0%） |
| 公債発行額 | 9億5700万円  | 2億7700万円増（↑40.7%） |
| 増税額     | 4億1750万円  | —                       |
| 増収額     | 1億5480万円  | —                       |

増税はタバコの値上げなどで賄うことにした。こうして昭和十二度予算案が明らかになると、軍需資材の需要増を見込んだ商社が一斉に輸入注文を出し、輸入為替が殺到して円が下落、輸入物資の高騰を招く混乱を招いた。この直後の1937年（昭和12年）1月21日に浜田国松議員と寺内寿一陸相との間で「腹切り問答」が起き、これに憤慨した寺内が単独辞任をちらつかせながら衆議院を懲罰的に解散することを広田に要求すると、広田はあっさりと閣内不一致を理由に内閣総辞職。これでこの予算案は結局廃案となった。しかし後に広田は賀屋興宣に対し、実は「腹切り問答」は助け舟のようなものだったことを打ち明けた。本当は馬場財政のあおりで外国為替や経済情勢が混乱して、どのみち内閣を投げ出さざるを得なかったのだという。

### その後
広田内閣総辞職から短命の林内閣を経た4ヶ月後の1937年（昭和17年）6月に第一次近衛内閣が発足すると、馬場は軍部の強い後押しにより内務大臣として入閣した。軍部はもとより、近衛も当初は馬場を蔵相に再起用することを考えていたのだが、財界には馬場財政への不信と風当たりがたいへん根強く、かといって今更断れない近衛は結局馬場を副総理格の内相という、そもそも広田を外相として迎え二頭立ての陣容になっていた近衛内閣においてはいかにも中途半端な立場に処遇せざるを得えなかったのである。馬場はそれからわずか半年後に病気を理由に辞任すると、1週間後の12月21日に心筋梗塞を起こして急死した。満58歳。没後従二位勲一等旭日大綬章が贈られた。墓所は生家の菩提寺である品川の海晏寺に造られたが、後に多磨霊園に改葬された。

## 家族
- 妻 くに：文久元年2月生、会津藩士の蜷川友夫の妹

- 義父 兼：会津藩士の大江和右衛門の四男として1854年（安政元年）7月11日に生まれ、同藩士馬場六太夫の養子となって家督を相続した。小田原電気鉄道株式会社の支配人を務めた。墓所は品川の海晏寺。

義弟に栄夫（明治27年生まれ）、義妹の二女昶（明治22年3月生）は高知藩士の浮田修身に嫁いだ。

## 栄典
位階
- 1908年（明治41年）12月11日 - 従六位[8]
- 1937年（昭和12年）2月23日 - 正三位[9]

勲章等
- 1912年（大正元年）8月1日 - 韓国併合記念章[10]
- 1916年（大正5年）1月19日 - 勲四等旭日小綬章[11]

## 記念
- 1921年（大正10年）7月1日 - 第一回国勢調査記念章[12]
- 1930年（昭和5年）12月5日 - 帝都復興記念章[13]